# Samir Chaabna
Pour l’article homonyme, voir Nadim Chaabna.
Samir Chaabna est un homme politique franco-algérien. Il est notamment ministre algérien délégué chargé de la Communauté nationale à l’étranger pendant quelques jours en juin 2020.

## Biographie

### Député
Correspondant de l'ENTV en France, il est député du Front El-Moustakbal, élu lors des élections législatives algériennes de 2012 sur la circonscription de Marseille. Il est ensuite réélu lors des élections législatives algériennes de 2017. 

### Nomination éphémère au gouvernement
Le 23 juin 2020, il est nommé ministre délégué chargé de la Communauté nationale à l’étranger dans le gouvernement Djerad II, en remplacement de Rachid Bladehane,. Il prend ses fonctions le lendemain. Le 27 juin, sa nomination est annulée par le président Abdelmadjid Tebboune pour avoir refusé de renoncer à sa double nationalité franco-algérienne. 
Lors des consultations pour la constitution du gouvernement, Samir Chaabana aurait accepté le portefeuille de ministre délégué chargé de la Communauté nationale à l’étranger — portefeuille chargé de la diaspora —, sans déclarer sa double nationalité. Or, la loi n 17-01 du 10 janvier 2017, fixant une liste des hautes responsabilités de l’État et des fonctions politiques, requiert la nationalité algérienne exclusive pour devenir ministre. Chaabna déclare alors refuser de renoncer à sa nationalité française et le président Abdelmadjid Tebboune doit donc annuler la nomination de Samir Chaabna en tant que ministre délégué chargé de la Communauté nationale à l’étranger .
Des députés islamistes lancent une pétition pour le déchoir de son mandat de député.